# Pramenička obecná
Pramenička obecná (Fontinalis antipyretica Hedw.) je druh vodního mechu z řádu rokytotvaré. Je to oblíbená akvaristická rostlina, avšak v dnešní době je nahrazována jávským mechem Vesticularia dubyana.

## Popis
Tento druh mechu tvoří nápadné trsy, které běžně dosahují délky větší než 15 centimetrů. Lodyžka je červená, nepravidelně větvená, 3–5boká. Lístky jsou postaveny třířadě, větev tak vypadá trojhranně (většina mechů má listy uspořádané spirálovitě). Lístky se střechovitě překrývají, nebo mohou trochu odstávat, jsou zelené, asi 5 milimetrů dlouhé, výrazně přeložené, směrem ke špičce se zmenšují – jako rozpůlená loď, špička může být oblá nebo ostrá. Tobolky jsou nenápadné a skryté v listí.
I přes velkou proměnlivost všech druhových znaků zůstává tvar listů zpravidla stejný, je proto dobrým určovacím znakem tohoto druhu.
Pramenička obecná se rozmnožuje především vegetativně.

## Rozšíření
Po celé severní polokouli v Severní Americe, Africe, Evropě i Asii.
Pramenička obecná je nejběžnější druh prameničky v České republice. Vyskytuje se od nížin do hor, především v pahorkatinách.

## Ekologie
Vyskytuje se v celé řadě tekoucích i stojatých vod. Rostliny jsou většinou přichyceny k pevnému podkladu, jako jsou kameny nebo ponořené kořeny stromů. V mělkých stojatých vodách se mohou vyskytovat jako volně plovoucí chomáčky. Snáší i období, kdy hladina vody výrazně klesne a rostlina se ocitne „na suchu“ – v takových případech se může stát, že rostlina vyprodukuje tobolky se sporami.
Mech slouží jako útočiště pro bezobratlé živočichy.

## Zajímavosti
Na univerzitě v Turecku byl tento mech studován pro možný obsah látek, které mají antimikrobiální a antirakovinné účinky. 
Je to často využívaný mech pro biomonitoring vodních prostředí, především akumulace těžkých kovů a stopových prvků.
Kdysi byla oddělována spolu s drabíkem stromkovým do řádu běluzobkotvaré – Leucodentales.